# Grand Prix automobile de Denver

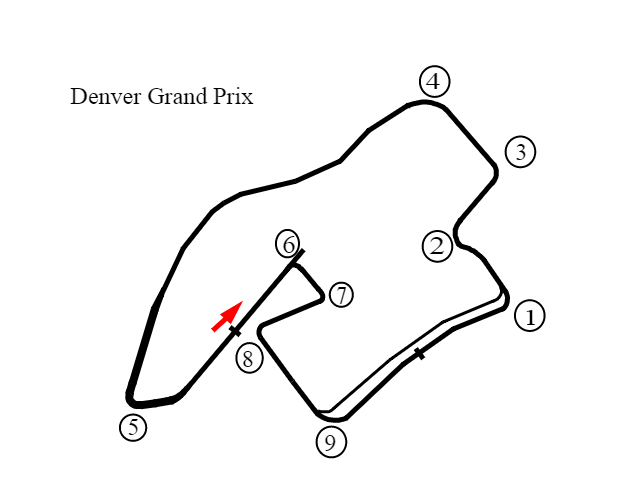
Grand Prix automobile de Denver

Le Grand Prix automobile de Denver était une manche du Champ Car (ex-CART) disputée dans les rues de Denver, Colorado.
Une première course fut organisée à Denver en 1909. Ensuite, deux autres courses furent à nouveau organisées en 1951 et 1952 mais cette fois, sur l'ovale de Centennial Park. Ces trois évènements se déroulèrent sous l'égide de l'AAA.
Après une longue absence de trente-huit ans, la ville retrouva en 1990 et 1991 une course dans ses rues sous l'égide du CART. Enfin, après une énième interruption, le championnat CART retourna à Denver de 2002 à 2006. Durant cette période la course fut organisée sur un circuit temporaire autour du Pepsi Center.
Le Grand Prix automobile de Denver fut inscrit au calendrier de la saison 2007 de Champ Car, mais fut supprimé à la suite de conflits de dates avec d'autres évènements.

## Noms officiels
Les différents noms officiels du Grand Prix automobile de Denver au fil des éditions :
- 1909 : Denver Race
- 1951-1952 : Denver 100
- 1990-1991  : Texaco/Havoline Grand Prix of Denver
- 2002 : Shell Grand Prix of Denver
- 2003-2004 : Centrix Financial Grand Prix of Denver
- 2005 : Centrix Financial Grand Prix of Denver Presented by PacifiCare
- 2006 : Grand Prix of Denver Presented by Bridgestone

## Palmarès
| Année     | Vainqueur          | Voiture                  | Championnat            | Résultats     |
| --------- | ------------------ | ------------------------ | ---------------------- | ------------- |
| 1909      | Eaton McMillian    | Colburn                  | AAA Championship Cars  | Résultats     |
| 1910-1950 | Pas de course      | Pas de course            | Pas de course          | Pas de course |
| 1951      | Tony Bettenhausen  | Kurtis Kraft-Offenhauser | AAA Championship Cars  | Résultats     |
| 1952      | Bill Vukovich      | Kuzma-Offenhauser        | AAA Championship Cars  | Résultats     |
| 1953-1989 | Pas de course      | Pas de course            | Pas de course          | Pas de course |
| 1990      | Al Unser Jr.       | Lola-Chevrolet/Ilmor     | CART World Series      | Résultats     |
| 1991      | Al Unser Jr.       | Lola-Chevrolet/Ilmor     | CART World Series      | Résultats     |
| 1992-2001 | Pas de course      | Pas de course            | Pas de course          | Pas de course |
| 2002      | Bruno Junqueira    | Lola-Toyota              | CART World Series      | Résultats     |
| 2003      | Bruno Junqueira    | Lola-Ford/Cosworth       | CART World Series      | Résultats     |
| 2004      | Sébastien Bourdais | Lola-Ford/Cosworth       | Champ Car World Series | Résultats     |
| 2005      | Sébastien Bourdais | Lola-Ford/Cosworth       | Champ Car World Series | Résultats     |
| 2006      | A.J. Allmendinger  | Lola-Ford/Cosworth       | Champ Car World Series | Résultats     |